# Juliana Gaviria
Juliana Gaviria Rendón (La Ceja, Antioquia, 31 de marzo de 1991) es una ciclista de pista colombiana.
Se ha destacado en diferentes modalidades de ciclismo en pista, pero ha obtenido sus mejores resultados en la prueba de Velocidad por equipos en donde ha sido campeona panamericana en 4 oportunidades y en Keirin en donde obtuvo la medalla de oro en la Copa del Mundo de ciclismo en pista de 2012-2013 en Cali.
Juliana es parte de una familia de ciclistas, es hermana del sprinter Fernando Gaviria y esposa del ciclista de pista Fabián Puerta.

## Palmarés
| 2010 - Campeonato de Colombia de Ciclismo en Pista - Plata en 500 metros contrarreloj - Plata en Velocidad individual - Oro en Velocidad por equipos (junto con Diana García Orrego) - Campeonato Panamericano de Ciclismo - Plata en Velocidad por equipos (junto con Diana García Orrego) 2011 - Campeonato de Colombia de Ciclismo en Pista - Oro en 500 metros contrarreloj - Oro en Velocidad por equipos (junto con Diana García Orrego) - Plata en Velocidad individual - Campeonato Panamericano de Ciclismo - Oro en Velocidad por equipos (junto con Diana García Orrego) - Plata en 500 metros contrarreloj 2012 - Campeonato de Colombia de Ciclismo en Pista - Oro en 500 metros contrarreloj - Oro en Keirin - Oro en Velocidad individual - Plata en Velocidad por equipos (junto con Maritza Ceballos) - Campeonato Panamericano de Ciclismo - Plata en 500 metros contrarreloj - Bronce en Velocidad por equipos (junto con Diana García Orrego) - Copa del Mundo de ciclismo en pista de 2012-2013 en Cali - Oro en Keirin - Bronce en Velocidad por equipos (junto con Martha Bayona) 2013 - Campeonato de Colombia de Ciclismo en Pista - Oro en 500 metros contrarreloj - Oro en Keirin - Plata en Velocidad individual - Oro en Velocidad por equipos (junto con Diana García Orrego) - Juegos Bolivarianos - Oro en Velocidad por equipos (junto con Diana García Orrego) - Oro en Velocidad individual - Oro en Keirin - Oro en 500 metros contrarreloj - Campeonato Panamericano de Ciclismo - Plata en 500 metros contrarreloj - Oro en Velocidad por equipos (junto con Martha Bayona) - Plata en Velocidad individual - Plata en Keirin - Copa Gobernador de Carabobo - Bronce en Velocidad individual - Bronce en Keirin | 2014 - Campeonato de Colombia de Ciclismo en Pista - Oro en 500 metros contrarreloj - Plata en Keirin - Oro en Velocidad individual - Oro en Velocidad por equipos (junto con Diana García Orrego) - Juegos Suramericanos de Santiago de Chile - Plata en Velocidad individual - Plata en Velocidad por equipos (junto con Diana García Orrego) - Oro en Keirin - Campeonato Panamericano de Ciclismo - Oro en Velocidad por equipos (junto con Diana García Orrego) - Plata en 500 metros contrarreloj 2015 - Campeonato de Colombia de Ciclismo en Pista - Oro en 500 metros contrarreloj - Oro en Velocidad individual - Oro en Velocidad por equipos (junto con Diana García Orrego) - Campeonato Panamericano de Ciclismo - Oro en Velocidad por equipos (junto con Martha Bayona) - Plata en Velocidad individual - Plata en 500 metros contrarreloj - Copa Cuba de Pista - Oro en 500 metros contrarreloj - Oro en Velocidad por equipos (junto con Diana García Orrego) - Oro en Velocidad individual - Bronce en Keirin - Juegos Panamericanos - Bronce en Velocidad por equipos (junto con Diana García Orrego) - Bronce en Keirin - Bronce en Velocidad individual 2016 - Campeonato de Colombia de Ciclismo en Pista - Plata en 500 metros contrarreloj - Plata en Keirin - Plata en Velocidad individual - Oro en Velocidad por equipos (junto con Martha Bayona) - Campeonato Panamericano de Ciclismo - Plata en Velocidad por equipos (junto con Martha Bayona) - Plata en Keirin - Bronce en 500 metros contrarreloj 2019 - Juegos Panamericanos - Bronce en Velocidad por equipos (junto con Martha Bayona) |